# ファジアーノ岡山FC
ファジアーノ岡山FC（ファジアーノおかやまエフシー、英:  Fagiano Okayama FC）は、日本の岡山市、倉敷市、津山市を中心とする岡山県全県をホームタウンとする、日本プロサッカーリーグ（Jリーグ）に加盟するプロサッカークラブ。呼称はファジアーノ岡山（ファジアーノおかやま）。特定の企業に依存せず、一人ひとりのサポーターや地域の企業が広く支える「市民クラブ」である。

## 概要
川崎製鉄水島サッカー部のOBにより創設されたリバー・フリー・キッカーズが前身。
2007年8月にJリーグ準加盟クラブとして承認され、2009年よりJリーグへ加盟している。ホームスタジアムはJFE晴れの国スタジアム、練習場は政田サッカー場。
チーム名のファジアーノ（Fagiano）は、イタリア語でキジ（雉）を意味し、郷土に伝わる桃太郎で雉が活躍したこと、および岡山県の県鳥が雉であることに由来する。
チームカラーはファジアーノレッド(ファジレッド)。現行で使用しているエンブレムは2017年12月に新たに発表。旧エンブレムから引き継いだキジは、盾形の枠をはみ出して大きく羽を広げながら、力強さを強調。キジの12枚の羽根は、サポーターの背番号「12」を意味し、ともに歩んでいく姿勢を示している。また、背景の色はチームカラーの“ファジレッド”のみから、瀬戸内海の海を表す青を加えた2色とした。変更は2004年のクラブ発足以来初めてで、制作はJリーグに依頼。クラブがコンセプトを伝え、外枠が桃の形をしたデザインを含む8種類から選んだ。エンブレムとともに、チーム名のロゴの字体も筆記体風に変更した。
チームマスコットは、キジをイメージしたファジ丸であり、クラブ理念は「子どもたちに夢を!」。
本拠地を置く岡山県は、東を大阪と兵庫、西を広島とJ1優勝経験のあるクラブに挟まれた位置にある。それらを含め、J1昇格により、J1各クラブのサポーターが岡山県を訪れるものと見られ、地域経済への波及効果も期待されている。
2021年4月1日からは、岡山市内の社会体育施設25施設の指定管理者を岡山市から受託しており、2022年4月1日からは岡山県総合グラウンドと総社市内の社会体育施設5施設の指定管理者も前者は岡山県から、後者は総社市から 各々受託している。

## 歴史

### 前史
1975年
川崎製鉄水島サッカー部のOBにより岡山県倉敷市でリバーフリーキッカーズ（RFK）を結成。
2001年
5月、岡山県サッカー協会が第60回国民体育大会（晴れの国おかやま国体）に向けサッカー成人の部を強化する方針に伴い、地元に根ざした既存チームを中核に日本プロサッカーリーグ（Jリーグ）を目指すクラブとすることを決定。"プロスポーツ不毛の地"といわれる岡山で、プロスポーツチームを目指した。

### ファジアーノ岡山結成以降（準加盟以前）
2003年
RFK（当時岡山県1部リーグ所属）を中核として、ファジアーノ岡山フットボールクラブが結成される。初代監督に山下立次が就任。
2004年
3月23日、運営法人となる特定非営利活動法人岡山ヒューマンスポーツクラブが設立される。
岡山県1部リーグで優勝。鳥取キッカーズFCとの入替戦に勝利して中国サッカーリーグへ昇格。
2005年
全国地域サッカーリーグ決勝大会（以下「地域決勝」）に初出場した（1次ラウンドで敗退）。
2006年
7月13日、岡山ヒューマンスポーツクラブに代わる運営会社となる株式会社ファジアーノ岡山スポーツクラブが設立。代表取締役に元ゴールドマン・サックス執行役員の木村正明が就任。社員は2人だった。クラブ理念「子どもたちに夢を!」は木村によって定められた。これは木村が小学生の時、リトルリーグの試合が隣県広島であり、試合には勝ったのにも関わらず、負けた広島の子どもたちが『今からカープの試合じゃ！』と言って自転車に乗って皆で旧広島市民球場へ楽しそうに行った。広島の人たちがカープを愛する気持ちに驚き、直に試合が見られる現実を知り、とても悔しい思いをしたことが原点。以降、広島へのライバル意識を強く持ち続けていたという。「30年計画」として「15年でJ1昇格」「20年で専用スタジアム」「25年でACL出場」を目標に掲げたが、プロ化に舵を切ったことで、所属選手に提示した金額は月給3万円、5万円、7万円のいずれか。議論の末この年オフに25人中19人が退団した。
中国リーグで初優勝。地域決勝は決勝ラウンド3位の成績で、日本フットボールリーグ（JFL）昇格はならなかった。
2007年
監督に手塚聡が就任。シーズン前に19名がチームを退団した一方、東京Vから喜山康平などをレンタルで獲得。
8月21日、Jリーグ準加盟クラブとして承認。なお、地域リーグ所属チーム初の準加盟クラブとなった。
中国リーグを全勝優勝。第31回全国地域リーグ決勝大会も優勝し、2008年からのアマチュア最高峰のリーグ・JFL昇格が決定。

### 2008年（JFL）
チームスローガン：FROM OKAYAMA TO J LEAGUE
リーグ戦は開幕から6連勝し一時は首位に立ち、前期終了時点で昇格圏内の4位以内をキープ。
リーグ最終節までガイナーレ鳥取と昇格圏内の4位を争い、12月1日の最終節（第34節）で鳥取が敗北したため、Jリーグ加盟条件となるJFL4位以内が確定（最終順位は4位）。
12月1日、Jリーグ臨時理事会でJリーグ加盟が承認され、2009年度からのJ2参加が決定。中国地方ではサンフレッチェ広島F.Cに次ぐ2番目のJリーグクラブとなった。
天皇杯に初出場。3回戦でJ2甲府に敗退。
- チーム得点上位選手：小林康剛（19得点）、喜山康平（18得点）

### 2009年 - 2024年（J2）

#### 2009年
| 監督 手塚聡 1 李彰剛 4 澤口雅彦 6 野本安啓 13 金廣閔 2 尾崎雄二 22 臼井仁志 8 保坂一成 28 小野雄平 10 川原周剛 11 喜山康平 19 西野晃平 2009年 開幕時スタメン |

チームスローガン：夢から、日常へ。IT STARTS HERE
- 加入選手

植田龍仁朗（G大阪）、保坂一成（甲府）、西野晃平（水戸）、青木孝太（途中加入、千葉）、三木良太（途中加入、G大阪）、野田紘史（途中加入、浦和）、廣永遼太郎（途中加入、FC東京）
大学生やJFLの選手を中心に選手を獲得。30代の選手がいなくなり、開幕当初の選手登録人数が44人とJ2最多となった。また、セカンドチームとしてファジアーノ岡山ネクスト（ネクスファジ）が結成され、4月10日に22人の選手がネクスファジに所属変更された。
Jリーグ加盟後の初戦は甲府に引き分け。4月29日の福岡戦で初勝利を挙げた。8月に2連勝したが、最後は11試合勝利無しとなり、J2最下位でシーズンを終了。2016年までJ1昇格争いに関わることはできず。なお、手塚がシーズン終了後に監督を退任。
- チーム得点上位選手：西野晃平（9得点/34試合）、青木孝太（6得点/31試合）

#### 2010年
チームスローガン：Driving evolution for the next 100years ～100年続くクラブのDNAのために～
- 加入選手

後藤圭太（鹿島）、近藤徹志（浦和）、キム・テヨン（水戸）、岸田裕樹（神戸）、山中誠晃（ジェフリザーブズ）、篠原弘次郎（新卒）、福本尚純（新卒）、宮田直樹（新卒）、中野裕太（途中加入、横浜FC）、イ・ドンミョン（途中加入、Kリーグ・釜山）、白谷建人（途中加入、水戸）
- レンタル移籍から復帰

新中剛史（松本山雅FC）
- 退団選手

青木孝太（千葉）、保坂一成（甲府）
後任監督にヘッドコーチの影山雅永が就任。中野裕太（横浜FC）をレンタル移籍で獲得した。シーズン途中でイ・ドンミョン（Kリーグ・釜山）、白谷建人（水戸）、9月下旬に東京大学の久木田紳吾を特別指定選手とした。順位は昨年から上がって17位。天皇杯は初戦（2回戦）で福岡に敗れた。
- チーム得点上位選手：岸田裕樹（5得点/33試合）、白谷建人（4得点/18試合）、三木良太（3得点/15試合）

#### 2011年
チームスローガン：100DNA、100年続くクラブのDNAのために。2011
- 加入選手

桒田慎一朗（広島）、イリアン・ストヤノフ（広島、元ブルガリア代表でチーム初の欧州出身選手）、一柳夢吾（仙台、元世代別代表）、大道広幸（鹿島）、仙石廉（柏、レンタル移籍）、久木田紳吾（新卒、昨シーズンの特別指定選手）、チアゴ（途中加入、元広島）
- 退団選手

野田紘史（浦和へ復帰）、川原周剛（引退）、西野晃平（引退）、
- レンタル移籍

キム・テヨン（東京V→Kリーグ・大田シチズンへ完全移籍）、喜山康平（東京V→讃岐）
昨年のレギュラーの内、真子・後藤・近藤・田所といった守備陣、岸田・白谷・三木といったFW陣は残留したが選手の多くが怪我により序盤から離脱、開幕戦の湘南戦は0-5と大敗した。ホーム開幕戦を前に、東日本大震災の影響でリーグ戦が中断。中断期間中に、ブラジル人FWチアゴ（深圳紅鑽）を獲得した。順位は昨年度の17位から13位へ上げ、PRIDE OF 中四国で初優勝を飾った。天皇杯は3回戦でC大阪に敗れた。
- チーム得点上位選手：チアゴ（8得点/26試合）、金民均（4得点/35試合）、久木田紳吾（4得点/27試合）
- 出場時間上位選手：真子秀徳（3330分/37試合）、澤口雅彦（3266分/37試合）、金民均（2646分/35試合）

#### 2012年
- 加入選手

中林洋次（広島）、服部公太（広島）、川又堅碁（新潟、レンタル移籍）、アンデルソン（新潟）、呉大陸（新卒）、飯田涼（新卒）
- レンタル移籍から完全移籍に移行

仙石廉（柏）
- レンタル移籍から復帰

馬場悠（金沢）、宮田直樹（松本）
- 退団選手

李彰剛、岸田裕樹、山中誠晃（引退）、小林優希、三木良太、牧浦裕司、小寺優輝、加門亮兵、臼井仁志、ストヤノフ（引退）、妹尾隆佑（引退→普及コーチ就任）、白谷建人（熊本）、李東明（大分）、山崎正登（柏に復帰→岐阜にレンタル移籍）
- レンタル移籍

喜山康平（松本）、久木田紳吾（松本）、野本安啓（秋田）、ファビオ（中国サッカーリーグ・デッツォーラ島根）、中牧大輔（FC琉球）
J1昇格プレーオフ進出ラインの6位を目指すために、大幅な入れ替えを行った。一方で、昨年チームで多くの得点をあげたチアゴ、金民均の引き留めに成功した。
シーズン開幕から4試合勝ちなしで、第4節終了時に21位となったが、第5節ホーム山形戦から3連勝、そのまま8試合連続負けなしで、一気にプレーオフ進出圏内となる6位以上を伺う7位まで浮上する。その後も、しばらく1桁順位はキープしていたものの、6位以内に入ることはなく、逆に第20節アウェー湘南戦から7戦連続勝ちなしの状態に陥り、順位も2桁の11位まで下がり、第23節終了時から第37節終了時まで10位と11位を推移する。第38節ホーム東京V戦で勝利し9位に浮上、その後再び10位に順位を下げるが、第41節ホーム栃木SC戦での勝利で8位に浮上、そのまま8位でシーズンを終えた。
川又が18得点を挙げ、西野晃平のチーム年間最多得点（2009年、9得点）を上回った。また、失点数はリーグ2位の34失点であった。
天皇杯は3回戦で名古屋に敗れた。
- チーム得点上位選手：川又堅碁（18得点/38試合）、金民均（6得点/38試合）、仙石廉（3得点/41試合）、関戸健二（3得点/37試合）
- 出場時間上位選手：中林洋次（3780分/42試合）、後藤圭太（3690分/41試合）、仙石廉（3607分/41試合）

#### 2013年
チームスローガン：100DNA、100年続くクラブのDNAのために。
- 主な加入選手

荒田智之（磐田）、鈴木崇文（町田）、押谷祐樹（磐田、レンタル移籍）、清水慎太郎（大宮、途中加入）
- レンタル移籍から復帰

久木田紳吾（松本）
- 主な退団選手

川又堅碁（新潟）、服部公太（引退）、金民均（その後復帰）、チアゴ、アンデルソン（町田）、中野裕太、大屋翼（神戸）
4月1日、新練習場となる政田サッカー場が完成した（後述）。開幕から11戦無敗で、2位まで順位をあげるも、6月は未勝利となり、前半戦は9位で折り返した。後半戦初戦の神戸戦には勝利するも、次の横浜FC戦の試合中、前半戦チームトップの8得点を挙げた荒田が全治3ヶ月のケガで戦線を離脱した。金民均・清水が加入するも、リーグ最多17引き分けを喫するなど、勝ちきれない試合が増えた。11月10日の徳島戦に敗れ、2試合を残しJ1昇格プレーオフ圏内・6位以上の可能性が消えた。なお、最終順位は12位となった。
天皇杯は3回戦で柏に敗れた。
- チーム得点上位選手：荒田智之（9得点/31試合）、押谷祐樹（9得点/35試合）、清水慎太郎（4得点/10試合）

#### 2014年
チームスローガン：100DNA、100年続くクラブのDNAのために。
- 主な加入選手

染矢一樹（岐阜）、久保裕一（鳥取）、林容平（FC東京からレンタル移籍→大分））、鎌田翔雅（湘南、レンタル移籍）、片山瑛一（新卒）、上田康太（大宮、途中加入）、ウーゴ（ナウチコ、途中加入）
- 主な退団選手

鈴木崇文（町田）、金民均（蔚山現代）、桒田慎一朗
押谷の完全移籍、清水のレンタル延長等、昨シーズンの主力がほぼ残留し、FWを中心に補強を敢行したものの、シーズン初勝利が第4節、第8節のホーム北九州戦まで勝点を8しか挙げられず、第6節終了時から第8節までは19位に低迷、ホーム初勝利に至っては4月26日の第9節札幌戦でようやく挙げるというスロースタートとなる。しかし、ルーキー・片山が前半戦チーム得点王（4得点）の活躍、上田の途中加入によりチームが活性化し、第9節から第27節アウェーで再び北九州に敗れるまで、クラブ新記録となる18試合連続無敗（9勝9分）を達成、前半戦終了時点では、プレーオフホーム開催権を有する4位で折り返し、後半戦も第27節の敗戦で5位に順位を落とすものの暫くはプレーオフ出場圏内の6位以上をキープしていた。しかし、9月14日の第31節アウェー松本戦での勝利の後、第32節から8試合勝利なし（3分5敗）で、特に第36節から4連敗したことで順位を落とし、第37節終了時についにプレーオフ圏外の7位に転落、第39節終了時には10位にまで順位を落とす。押谷が川又（2012年）以来となるJ2での2ケタ得点を挙げるも、新加入FW陣が得点を伸ばせず、途中加入のブラジル人・ウーゴもシーズン無得点に終わり、11月15日、第41節ホーム最終戦の熊本戦に引き分けた時点で7位以下が確定、最終節、2015年のJ3リーグ降格が決まっていた最下位富山にアウェーで勝利し、最終順位は8位となったものの、プレーオフ進出を逃した。11月28日、チームを5年指揮した影山とコーチの眞中、GKコーチの高橋範夫が退任した。天皇杯は2回戦で愛媛に敗れた。
- チーム得点上位選手：押谷祐樹（11得点/35試合）、片山瑛一（6得点/35試合）、清水慎太郎（5得点/32試合）

#### 2015年
- 主な加入選手

岩政大樹、加地亮（共にチーム初の元A代表選手）、矢島慎也（浦和、チーム初の五輪代表選手、レンタル移籍）岡本英也（大分、レンタル移籍）
- 主な退団選手

後藤圭太、石原崇兆、荒田智之（何れも松本）、仙石廉（長野）、鎌田翔雅（清水）、真子秀徳（引退）、ウーゴ、清水慎太郎（大宮）、上田康太（磐田）
長澤徹コーチが監督に昇格、W杯出場経験のある岩政・加地、五輪代表を狙う矢島が加入した。一方で、前体制の主力メンバーの多くが上述の通り退団した。開幕から2勝1分と開幕ダッシュに成功するが、その後は勝ちきれない試合が増え、前半戦は12位で折り返す。7月8日～8月15日の8試合に勝利できず（3分5敗）、順位を下げていった。8月15日～10月25日の10試合は負けなし（4勝6分）でチームは立ち直り、J2で3番目に少ない失点35ながら、J2最多の18引き分けであった。最終順位は11位。天皇杯は1回戦で鳥取に敗れた。
- チーム得点上位選手：押谷祐樹（9得点/36試合）、矢島慎也（8得点/37試合）、片山瑛一（5得点/40試合）

#### 2016年
- 主な加入選手

赤嶺真吾（G大阪、レンタル移籍）、豊川雄太（鹿島、レンタル移籍）、秋吉泰佑（甲府、レンタル移籍）、矢島慎也（浦和、五輪代表選手、レンタル移籍延長）、藤本佳希（明治大学）、久保飛翔（慶応義塾大学）、金珍圭（ムアントン・ユナイテッドFC、完全移籍、途中加入）、王靖斌（広州恒大淘宝、レンタル移籍）
- 主な退団選手

植田龍仁朗（熊本）、千明聖典、染矢一樹（何れも大分）、宮田直樹（沼津）、田所諒（横浜FC）、飯田涼（相模原）、呉大陸（秋田）、妹尾隆佑、上條宏晃（何れも引退）、幡野貴紀（JFL・武蔵野）、岡本英也（山口、途中移籍）、久保裕一（水戸、途中移籍）
長澤監督2年目、在籍の長かった植田・田所が退団するも、J1で実績のある赤嶺、矢島と共に五輪代表を狙う豊川が加入。勝点（昨年54）・得点（昨年40）・得失点（昨年+5）の3項目を昨年から10ポイントずつ上乗せする「プラステン」を掲げ、堅守（昨年の失点35）を維持しつつ得点を伸ばすことで、自然と勝点・得失点も伸ばすというスタンスで臨んだ。
開幕から6試合負けなしでのスタート（3勝3分）となり、片山のロングスローからの得点などでセットプレーでの得点が増え、一時はJ2最多得点をマーク。第11節終了時に5位に浮上して以降はシーズン終了まで6位以上を維持、第14節、第18節各節終了時には自動昇格圏の2位、うち第18節の行われた6月12日には暫定ながら首位にも立つなどし、前半戦4位で折り返す。
2009年以降、昇格争いに一度も加われなかったクラブは創設9年目で大きく躍進。シーズンを通じて3連勝、2連勝が各2回と大きな連勝こそなかったものの、6試合連続負けなしが先述の開幕戦からを含め3度、5試合連続負けなしが1度と安定した戦いを進め、矢島が五輪メンバーに選出され一時離脱する時期がありながらも、チームは勝ち点を重ねた。シーズン最後での8試合未勝利（4分4敗）こそあったものの、最終順位を6位とし、クラブ史上初のJ1昇格プレーオフに進出が決定した。なお「プラステン」に関しては失点（44、リーグ7位）が増加した影響もあり、得失点（+14）こそ未達成となったが、勝点（64）・得点（58、リーグ5位）では達成した。又、観客動員平均1万人という目標も最終戦で10,017人となり、こちらも達成した。
J1昇格プレーオフ準決勝は、3位・松本と対戦。前半に押谷がゴールを決め、1-0で折り返す。後半に追いつかれ、引き分けでは敗退となる中、アディショナルタイムに赤嶺が決勝ゴールを決め2-1で勝利、決勝に駒を進めたが、C大阪に0-1で敗れJ1昇格を逃した。天皇杯は3回戦で鹿島に敗れた。セカンドチームであったファジアーノ岡山ネクストが消滅した。
- チーム得点上位選手：押谷祐樹（14得点）、豊川雄太（10得点）、岩政大樹（6得点）

#### 2017年
- 加入選手

大竹洋平（湘南、完全移籍）、一森純（山口、完全移籍）、パク・ヒョンジン（長崎、完全移籍）、喜山康平（松本、7年ぶりに復帰、完全移籍）、石毛秀樹（清水、元U-21日本代表、レンタル移籍）、櫛引政敏（清水、五輪代表、レンタル移籍）塚川孝輝（流通経済大学）、武田将平（神奈川大学）、下口稚葉（JFAアカデミー福島）、石川隆汰（ファジアーノ岡山U-18、昇格）、キム・ジョンミン（水原三星、レンタル移籍、途中入団）、ニコラス・オルシーニ（SVホルン、レンタル移籍、途中入団）
- レンタル移籍から完全移籍で加入

赤嶺真吾（G大阪）
- レンタル移籍から復帰

似鳥康太（横浜FC）
- 退団選手

島田譲（長崎）、押谷祐樹（名古屋）、中林洋次（広島）、小林秀征（長野）松原修平（讃岐）、秋吉泰佑、矢島慎也、酒井宣福（レンタル移籍期間満了）、岩政大樹（東京ユナイテッドFC）、キム・ジンギュ（韓国・大田）、久保裕一（水戸へのレンタル移籍期間満了→相模原へ移籍）
- レンタル移籍

イ・キョンテ（琉球、途中移籍）
- レンタル移籍から完全移籍で退団

岡本英也（山口）
長澤監督3年目。岩政や矢島など昨年の主力選手が退団してしまったが、レンタル移籍だった赤嶺が完全移籍で加入、代表経験のある石毛、櫛引がレンタル移籍で加入し、喜山が7年ぶりに復帰した。
開幕から3戦未勝利（2分1敗）19位と出遅れ、第4節、第5節と勝利し第5節終了時点で9位に浮上するが、その後は順位を落とし第14節終了時点で17位まで順位を落とした。第15節から13戦負けなし（7勝6分）第27節終了時点で8位まで順位を上げるが次節から最終節まで2勝しかできず、シーズン通じて連勝が2連勝の2回、3連勝の1回のみ。引き分けがリーグで3番目に多い16と勝ちきれない試合が多く、1度もJ1昇格争いに絡むことができず最終順位は13位。天皇杯は3回戦で長野に敗れた。シーズン終了後、布啓一郎コーチがザスパクサツ群馬の監督に就任するために退任した。
- チーム得点上位選手：赤嶺真吾（10得点）、豊川雄太（8得点）

#### 2018年
- 加入選手

金山隼樹（札幌、完全移籍）、椋原健太（C大阪、完全移籍）、後藤圭太（松本、4年ぶりに復帰、完全移籍）、増田繁人（新潟、完全移籍）、濱田水輝（福岡、完全移籍）、上田康太（磐田、4年ぶりに復帰、完全移籍）、仲間隼斗（讃岐、完全移籍）、末吉隼也（福岡、完全移籍）、齊藤和樹（磐田、完全移籍）、イ・ヨンジェ（京都、完全移籍）、チェ・ジョンウォン（建国大学校、新卒）、松本健太郎（佐賀大学、新卒）、武田拓真（東海学園大学、新卒）、阿部海大（東福岡高校、新卒）、福元友哉（市立船橋高校、新卒）、デューク・カルロス（川崎ユース）、リカルド・サントス（C大阪、途中加入）、高橋壮也（広島、レンタル移籍、途中加入）、ジョン・チュングン（横浜FC、レンタル移籍、途中加入）
- レンタル移籍から復帰

イ・キョンテ（琉球）
- 退団選手

竹田忠嗣（岐阜）、篠原弘次郎（福岡）、久木田紳吾（群馬）、渡邊一仁（横浜FC）、田中奏一（鹿児島）、パク・ヒョンジン（水原三星）、片山瑛一（C大阪）、櫛引政敏、石毛秀樹、キム・ジョンミン、豊川雄太、ニコラス・オルシーニ（何れもレンタル移籍期間満了）、チャン・ソグォン、近藤徹志（何れも契約満了）、木和田匡、加地亮、石川隆汰（何れも現役引退）、藤本佳希（愛媛、途中移籍）、加藤健人（おこしやす京都AC、途中移籍）
長澤監督4年目。前年に引き続いて多くの選手が入れ替わり、篠原や片山といった主力選手や竹田や久木田といった在籍年数の長い選手が退団した他、加地亮が現役引退となった。一方で後藤と上田が4シーズンぶりに復帰したことをはじめJ1経験のある実力者を多く獲得した他、高卒・大卒選手を6名迎え入れて新陳代謝を図った。チームスタッフには、前年途中まで新潟で監督を務めた三浦文丈がヘッドコーチに就任。3月末にはクラブ代表取締役の木村正明が、日本プロサッカーリーグ専務理事に就任することに伴い退任した。
開幕3連勝など第5節～第9節の時点でリーグ首位に立ち開幕ダッシュに成功したが、それ以降は故障者が続出したこともあって尻すぼみの成績となり、第20節にて8位に転落するとその後はプレーオフ圏内に浮上することもできず、プレーオフ制度が導入された2012年以降では最低となる15位でシーズンを終えた。リーグで5番目に少ない43失点と堅守を見せたものの、得点数43はリーグワースト4位であり、勝ちきれない試合が続出する悪癖が解消されなかった。天皇杯は2回戦で町田に敗れた。シーズン終了をもって監督の長澤 とヘッドコーチの三浦 が退任。
- チーム得点上位選手：仲間隼斗（8得点）、濱田水輝・塚川孝輝・上田康太・齊藤和樹（3得点）

#### 2019年
- 加入選手

廣木雄磨（山口、完全移籍）、レオ・ミネイロ（福岡、完全移籍）、ハディ・ファイヤッド（マレーシア・ジョホール・ダルル・タクジムII）、デネル・ピニェイロ（ブラジル・ヴィラ・ノヴァFC）、田中裕介（C大阪、完全移籍）、ユ・ヨンヒョン（韓国・SOL FC）、久保田和音（鹿島、育成型期限付き移籍）、松木駿之介（慶應義塾大学、新卒）、中野誠也（磐田、育成型期限付き移籍、途中加入）、西村恭史（清水、育成型期限付き移籍、途中加入）、山本大貴（松本、レンタル移籍、途中加入）、増谷幸祐（琉球、レンタル移籍、途中加入）
- 退団選手

塚川孝輝（松本）、大竹洋平（長崎）、加藤健人（おこしやす京都ACへのレンタル移籍期間満了→群馬へ移籍）、似鳥康太（熊本へのレンタル移籍期間満了→いわきFCへ移籍）、久保飛翔（現役引退）、末吉隼也（SC相模原）、澤口雅彦、伊藤大介、リカルド・サントス（いずれも契約満了）、ジョン・チュングン、高橋壮也（いずれもレンタル移籍期間満了）、デネル・ピニェイロ（契約解除、途中退団）
- レンタル移籍から完全移籍で退団

藤本佳希（愛媛）
後任監督にU-17日本代表監督を務めた有馬賢二が就任。塚川が退団した以外は主力選手の多くが残留した他、外国人を中心に若手選手を多く獲得した。7月7日の鹿児島戦から7月27日の甲府戦にて、J2参入後初となるリーグ戦4連勝を達成した。9月にも勝点8を稼ぎ有馬監督が月間最優秀監督賞を受賞 するなど、クラブ史上最多となるシーズン18勝を挙げ、終盤までプレーオフ進出争いに絡んだものの、最終成績は9位に終わる。天皇杯は3回戦で川崎に敗れた。シーズン終了後、5年間在籍したコーチの戸田光洋が退任となった。
- チーム得点上位選手：イ・ヨンジェ（18得点）、仲間隼斗（15得点）、中野誠也（6得点）

#### 2020年
- 加入選手

徳元悠平、上門知樹（いずれも琉球、完全移籍）、白井永地（水戸、完全移籍）、清水慎太郎（大宮、6年ぶりに復帰、完全移籍）、ポープ・ウィリアム（川崎、レンタル移籍）、パウリーニョ（松本、完全移籍）、山田恭也（ファジアーノ岡山U-18、昇格）、野口竜彦（中央大学、新卒）
- レンタル移籍から完全移籍で加入

山本大貴（松本）、増谷幸祐（琉球）
- 退団選手

一森純（G大阪）、松本健太郎（いわきFC）、仲間隼斗（柏）、久保田和音、西村恭史、中野誠也（いずれもレンタル移籍期間満了）、レオ・ミネイロ（今治、途中退団）、増田繁人（藤枝、途中退団）
- レンタル移籍

武田将平（甲府）、イ・キョンテ（川崎、途中移籍）
有馬監督2年目。前半戦は2連敗が2度あった一方連勝は一度もなく、第21節終了時点では6勝6分9敗の勝点24、首位と勝点差20の16位となる。後半戦は、シティライトスタジアムの芝生張り替え工事が11月から予定されるため、同スタジアムで開催されるホームゲーム最終戦が11月25日予定の第36節となり、第38節のホームゲーム福岡戦は、岡山県内の他会場での開催を目指したものの「スタジアムの諸事情に鑑みた結果」、同シーズンJ3の讃岐の本拠地Pikaraスタジアムを借りて開催、第39節以降は4試合連続でアウェーゲームが設定された。順位は、12勝14引き分け16敗・勝ち点50の17位。
- チーム得点上位選手：上門知樹（7得点）、イ・ヨンジェ・山本大貴（6得点）

#### 2021年
- 加入選手

井上黎生人（鳥取、完全移籍）、河野諒祐（水戸、完全移籍）、宮崎幾笑（FC東京、レンタル移籍）、川本梨誉、梅田透吾（いずれも清水、育成型期限付き移籍）、木村太哉（甲南大学、新卒）、疋田優人（大阪体育大学、新卒）、宮崎智彦（無所属、途中加入）、安部崇士（徳島、育成型期限付き移籍、途中加入）、ブレネー・マルロス（無所属、途中加入）、石毛秀樹（清水、4年ぶりに復帰、レンタル移籍、途中加入）、ミッチェル・デューク（アル・タアーウンFC、チーム初の現役A代表選手、途中加入）
- 退団選手

清水慎太郎、赤嶺真吾（いずれも琉球）、上田康太（栃木）、後藤圭太（相模原）、チェ・ジョンウォン（水原三星）、武田拓真（岩手）、三村真（宮崎）、ポープ・ウィリアム（レンタル移籍期間満了）、椋原健太（現役引退）
- レンタル移籍

ハディ・ファイヤッド（沼津）、デューク・カルロス（町田）、松木駿之介（鈴鹿ポイントゲッターズ、途中移籍）、野口竜彦（ラインメール青森FC、育成型期限付き移籍、途中移籍）
- レンタル移籍から完全移籍で退団

武田将平（京都）
有馬監督3年目。序盤から故障者と得点力不足に悩んで出遅れ、シーズン中盤にかけて積極的に戦力を補強。9月中旬から11月まで無敗を記録し上門が10月に月間MVPを獲得、有馬監督も11･12月度の最優秀監督賞を受賞 する等の活躍を見せたが及ばず、15勝14分13敗の11位に終わる。天皇杯は、3回戦で名古屋に敗れた。シーズン終了をもって有馬監督、眞中コーチ、吉田GKコーチ が退任した。
- チーム得点上位選手：上門知樹（13得点）、石毛秀樹（6得点）、ミッチェル・デューク（3得点）

#### 2022年
- 加入選手

チアゴ・アウベス、白井陽斗（何れもG大阪、完全移籍）、ハン・イグォン（ソウルイーランドFC、完全移籍）、杉山耕二（東京ユナイテッドFC、完全移籍）、河井陽介（清水、完全移籍）、ヨルディ・バイス（京都、完全移籍）、柳育崇（栃木、完全移籍）、本山遥（関西学院大学、新卒）、田中雄大（早稲田大学、新卒）、谷口璃成（明秀学園日立高校、新卒）、佐野航大（米子北高校、新卒）、ステファン・ムーク（アデレード・ユナイテッドFC、完全移籍、途中加入）、堀田大暉（湘南、レンタル移籍、途中加入）、成瀬竣平（名古屋、育成型期限付き移籍、途中加入）、永井龍、仙波大志（何れも広島、レンタル移籍、途中加入）、輪笠祐士（秋田、完全移籍、途中加入）
- レンタル移籍から完全移籍で加入

宮崎幾笑（FC東京）
- レンタル移籍から復帰

松木駿之介（鈴鹿ポイントゲッターズ）、野口竜彦（ラインメール青森FC）
- 退団選手

上門知樹（C大阪）、パウリーニョ（松本）、イ・キョンテ（金海市庁FC）、増谷幸祐（鳥取）、井上黎生人（京都）、白井永地（徳島）、イ・ヨンジェ（仁川ユナイテッドFC）、山本大貴（長野）、椎名一馬（東京武蔵野ユナイテッドFC）、ブレネー・マルロス（クラブ・ドゥ・ヘモ）、田中裕介（SHIBUYA CITY FC）、石毛秀樹、安部崇士（何れもレンタル移籍期間満了）、梅田透吾（育成型期限付き移籍契約解除、途中退団）、ユ・ヨンヒョン（高知ユナイテッドSCにレンタル移籍→慶南FC、途中退団）、川本梨誉（群馬、途中退団）
- レンタル移籍

下口稚葉（今治、育成型期限付き移籍）、デューク・カルロス（町田へのレンタル移籍期間満了→長野へ育成型期限付き移籍）、山田恭也（高知ユナイテッドSC、育成型期限付き移籍、途中移籍）、馬渡洋樹（湘南、途中移籍）、松木駿之介（鈴鹿ポイントゲッターズ、途中移籍）、杉山耕二（東京武蔵野ユナイテッドFC、育成型期限付き移籍、途中移籍）、福元友哉（FC大阪、育成型期限付き移籍、途中移籍）
新たな監督に、前季までガンバ大阪コーチだった木山隆之が就任。コーチには吉岡宏（GK担当）、小坂雄樹 が加入。選手では井上、白井、上門といった前季までの主力選手がチームを去った一方、J1経験者や外国人を中心に大型補強を敢行。シーズン中も若手選手のレンタルを中心に積極的な放出や補強を実施した。固い守りからボールを奪い相手の守備が整わない間に攻撃に持ち込むのがチームの特徴。
4月3日開催のJ2第8節・山形戦（NDソフトスタジアム山形）では、一度1-0で勝利を収めながら、「担当審判員による明らかな競技規則の適用ミス」があったとして、Jリーグ史上初の再試合が実施されることとなった（再試合は8月31日に開催され、2‐0で岡山の勝利）。6月15日には、C大阪を退団した乾貴士がコンディション調整を目的としてチームの練習に合流した（７月22日に参加終了）。
木山監督が6月 と8月 に月間最優秀監督賞を受賞、バイスが8月の月間MVPを獲得。リーグ戦は20勝12分10敗の3位でプレーオフ出場となった。順位と勝ち点（72）はJ2参戦14年目で過去最高の成績を達成。天皇杯は、2回戦で栃木に敗れた。
J1参入プレーオフではホームで6位・山形と対戦するも、0-3で敗れ、初のJ1とはならなかった。
ミッチェル・デュークがFIFAワールドカップカタール大会にて、オーストラリア代表に選出された。
- チーム得点上位選手：チアゴ・アウベス（16得点）、ミッチェル・デューク（8得点）、ヨルディ・バイス（7得点）

#### 2023年
加入メンバー
鈴木喜丈（水戸、完全移籍）、山田大樹（鹿島、育成型期限付き移籍）、櫻川ソロモン（千葉、期限付き移籍）、井川空（札幌、期限付き移籍）、高木友也、田部井涼（共に横浜FC、完全移籍）、高橋諒（湘南、完全移籍）、川谷凪（清水、期限付き移籍）、坂本一彩（G大阪、期限付き移籍）
レンタル移籍から完全移籍で加入
堀田大暉（湘南）、永井龍（広島）
レンタル復帰メンバー
山田恭弥（高知ユナイテッドSC）、福元友哉（FC大阪）
退団メンバー
馬渡洋樹（湘南）、徳元悠平（FC東京）、成瀬竣平（レンタル移籍期間満了）、白井陽斗（琉球）、喜山康平（松本）、川本梨誉（レンタル期間満了）、宮崎智彦（福島）、齊藤和樹（クリアソン新宿）、デューク カルロス（長野→相模原へ完全移籍）、ミッチェル デューク（町田）
レンタル移籍メンバー
疋田優人（愛媛）、阿部海大（秋田）、宮崎幾笑（いわき）、松木駿之介、杉山耕二（ヴェルスパ大分）
木山監督2年目。コーチ陣には、中本貴博コーチ（高知ユナイテッドSCから帰任） が加入した。その一方で強化責任者だった原靖強化部長が退任した。
開幕戦では佐野や新戦力の櫻川、坂本など若手の活躍によりジュビロ磐田に3-2で勝利。2年連続の開幕首位スタートとなった。第2節の清水エスパルス戦では、15695人の観客が訪れ、初めてのホーム開幕戦チケット完売となった。第34節のベガルタ仙台戦では、14156人の観客が集まり、ビジター席、車椅子席を除き、今期2度目の前売券でチケット完売となった。試合は後半アディショナルタイムにムークが先制点を挙げ、1-0で勝利した。序盤戦に6試合連続引き分けを記録するなど、負け数は少ないがシーズンを通して勝ちきれない試合が多く、チアゴなど故障者が相次いだこともあり、得点力不足に陥った。シーズン途中に佐野が移籍したが、末吉を千葉から獲得した。後半戦はやや巻き返し、一時4連勝を達成してプレーオフ圏内の6位に浮上するも、37節千葉戦で0-5の大敗を喫すると一気に失速し、最後の6試合を勝ちなし（4分2敗）で終わり、最終順位は10位と前年から大きく下落。引き分け数はリーグ最多の19を記録。昇格プレーオフ進出もならず、開幕前の期待を大きく裏切る結果となった。11月24日に木山監督の続投が発表された。

#### 2024年
加入メンバー
スベンド・ブローダーセン(横浜FC、完全移籍)、グレイソン(慶南FC、完全移籍)、田上大地(新潟、完全移籍)、柳貴博(琉球、完全移籍)、齋藤恵太(秋田、完全移籍)、ガブリエル・シャビエル(シャコペエンセ、期限付き移籍) 、岩渕弘人(いわき、完全移籍)、藤田息吹(山形、完全移籍)、竹内涼(清水、完全移籍)、吉尾虹樹(法政大学、新卒)、川上康平(東洋大学、新卒)、太田龍之介(明治大学、新卒)、藤井葉大(飯塚高校、新卒)、早川隼平(浦和レッズ、育成型期限付き移籍)、嵯峨理久(いわき、完全移籍)
レンタル移籍から完全移籍で加入
田部井涼(横浜FC)、末吉塁(千葉)、井川空(北海道)
レンタル復帰メンバー
阿部海大(秋田)
退団メンバー
坂本一彩(ガンバ大阪、期限付き移籍期間満了)、山田大樹(鹿島)、永井龍(北九州)、河井陽介(富山)、濱田水輝(大宮)、杉山耕二(北九州)、松木駿之介(鳥取)、下口稚葉(大宮)、川谷凪(清水、期限付き移籍期間満了)、谷口璃成(滋賀→北九州、育成型期限付き移籍)、野口竜彦(ヴィアティン三重)、ハン・イグォン(バルザンFC、完全移籍)、福元友哉(アトレチコ鈴鹿クラブ)、山田恭也(ヴェルスパ大分、育成型期限付き移籍)、櫻川ソロモン(千葉、期限付き移籍期間満了)、チアゴ・アウベス(シャコペエンセ、完全移籍)、ヨルディ・バイス(RKSV ハルステレン)、ステファン・ムーク(アデレード・ユナイテッドFC)、疋田優人(未定)、宮崎幾笑(SHIBUYA CITY FC)、仙波大志(広島→群馬、期限付き移籍)
木山監督3年目。コーチ陣には、村主博正コーチ、佐藤淳フィジカルコーチ、山本兼史アシスタントコーチが加入した。
開幕戦は6人の新加入選手がスタメンに名を連ね、快勝。シーズン開幕から白星を重ね、6戦5勝1分とスタートダッシュに成功し、一時は首位に立つ。しかしその後は勝ちあぐねるようになり、黒星と引き分けが先行。自動昇格圏には引き離されるも、しぶとく勝ち点を積み上げ、昇格プレーオフ圏を争う。11月3日のホーム藤枝戦に勝利し、1試合を残して2年ぶりのプレーオフ出場が決定。4位で迎えた最終節、勝てば4位でのプレーオフ進出が決定するアウェイ鹿児島戦で引き分け、5位に転落。逆転で4位となった山形の本拠地でプレーオフを戦うこととなった。プレーオフ準決勝では、前半に本山と岩渕がゴールを決め、2-0と点差を広げて折り返す。後半、山形に退場者が出て数的優位に立ち、終了間際に木村がダメ押しとなる3点目を決め、3-0で勝利した。プレーオフ決勝では長崎を破った6位仙台と対戦し、末吉と本山のゴールで2-0で勝利。前年の町田ゼルビアに続き、初のJ1昇格を果たした。
J2参入16年目、中国地方からはサンフレッチェ広島に次いで2チーム目のJ1クラブ誕生となった。これによりJ1リーグで初めて「中国ダービー」が実現する。

### 2025年 - （J1）
加入メンバー
江坂任(蔚山HD FC、完全移籍)、立田悠悟(柏、完全移籍)、佐々木雅士(柏、育成型期限付き移籍)、鷲見星河(明治大学、新卒)、ブラウン・ノア賢信(徳島、完全移籍)、藤井海和(流通経済大学、新卒)、家坂葉光(中央大学、新卒)、工藤孝太(浦和、育成型期限付き移籍)、佐藤龍之介(FC東京、育成型期限付き移籍)、加藤聖(横浜F・マリノス、完全移籍)
退団メンバー
髙橋諒(契約満了)、井川空(岐阜、完全移籍)、谷口璃成(北九州、完全移籍)　、高木友也(徳島、完全移籍)、藤井葉大(讃岐、育成型期限付き移籍)、堀田大暉(仙台、完全移籍)、吉尾虹樹(鹿児島、期限付き移籍)、河野諒祐(相模原、完全移籍)、山田恭也(引退)、田中雄大(甲府、期限付き移籍)、早川隼平(浦和、育成型期限付き移籍期間満了)、本山遥(神戸、完全移籍)、齋藤恵太(栃木シティ、期限付き移籍)、太田龍之介(栃木SC、育成型期限付き移籍)
木山監督4年目。2月15日、開幕戦の京都サンガ戦はチケット完売の中、スタメン11人で4人がJ1初出場も2-0で勝利を収めJ1初戦で初勝利を挙げた。5月28日、大槻毅のトップチームコーチへの就任が発表された。
YBCルヴァンカップでは、1回戦アウェーでJ3北九州と対戦、0-1で敗れ初戦敗退、同年のルヴァンカップ1回戦にJ1から参加した14クラブのうち唯一の1回戦敗退となった。2回戦からの出場となった天皇杯では、奇しくもルヴァンカップと同じ北九州と今度はホームで対戦するも0-2で敗れ初戦敗退。

## タイトル・記録

### リーグ戦
- 中国サッカーリーグ：2回
  - 2006, 2007
- 岡山サッカーリーグ：3回
  - 2001, 2003, 2004

### カップ戦他
- 全国地域サッカーリーグ決勝大会：1回
  - 2007
- 岡山県サッカー選手権大会 (兼天皇杯岡山県予選)：1回
  - 2008

### 個人別
- 日本フットボールリーグ（JFL）
  - 新人王 - #11喜山康平（2008）
  - JFLベストイレブンFW - #9小林康剛（2008）・#11喜山康平（2008）
- J2リーグ
  - Jリーグ月間MVP - #50上田康太（2014年7月）・#10矢島慎也（2016年6月）・#24赤嶺真吾（2017年7月）・#9イ・ヨンジェ（2019年4月）・#14上門知樹（2021年10月）・＃23ヨルディ・バイス（2022年8月）・＃9グレイソン（2024年2,3月）
  - J2リーグベストイレブン - #23ヨルディ・バイス(2022)・#49スベンド・ブローダーセン(2024)

### その他
- J2リーグ
  - フェアプレー賞 - 2013、2014、2015、2016、2017
- J's GOAL Jリーグスタジアムグルメ大賞 敢闘賞 (2010) - ファジフーズ
- 2011年10月30日の横浜FC戦で、植田龍仁朗が57.8メートルのヘディングシュートを決めた。なお、チームはギネス世界記録の申請は考えていないという[252]。

## スタジアム

### ホームスタジアム
ホームスタジアムは岡山県総合グラウンド陸上競技場。2025年2月からのネーミングライツによる愛称はJFE晴れの国スタジアムである。ネーミングライツ実施以前の愛称は「桃太郎スタジアム」であった。公式戦での開催試合数、下記以外の過去の開催スタジアムは「#年度別ホームゲーム入場者数」を参照のこと。

### 年度別ホームゲーム入場者数
※略記について
- 岡山陸/カンスタ/Cスタ/JFEス：岡山県総合グラウンド陸上競技場（岡山市北区）
- 岡山補：岡山県総合グラウンド補助陸上競技場（岡山市北区）
- 神崎山：神崎山公園競技場（岡山市東区）
- 津山：岡山県津山陸上競技場（津山市）
- 笠岡：岡山県笠岡陸上競技場（笠岡市）
- 美作：岡山県美作ラグビー・サッカー場（美作市）
- 邑久：邑久スポーツ公園陸上競技場（瀬戸内市）
- 倉敷：倉敷運動公園陸上競技場（倉敷市）
- 福田陸上：倉敷市水島緑地福田公園競技場（倉敷市）
- JFE旭ヶ丘：JFE西日本旭ヶ丘総合グラウンド（広島県福山市）
- とりスタ：とりぎんバードスタジアム（現：Axisバードスタジアム）（鳥取県鳥取市）
- ピカスタ：Pikaraスタジアム（香川県丸亀市）
- 太字は歴代最多および最少
- 試合数および入場者数データはリーグ戦のみ（関連：日本プロサッカーリーグ#試合入場者数）。

| 年度 | 所属 | 合計 入場者数 |          | 最多入場者数 | 最多入場者数 | 最多入場者数 |            | 最少入場者数 | 最少入場者数 | 最少入場者数 |    | 平均 入場者数                   | 試合数 | 岡山陸/ カンスタ/ Cスタ | その他 開催スタジアム                    |
| 年度 | 所属 | 合計 入場者数 | 入場者数 | 相手         | 会場         | 入場者数     | 相手       | 会場         |              |              |    | 平均 入場者数                   | 試合数 | 岡山陸/ カンスタ/ Cスタ | その他 開催スタジアム                    |
| 2005 | 中国 |               |          | 450          | 広島フジタSC | 美作         |            |              |              |              |    |                                 | 6      | 0                       | 福田陸上2、美作1 倉敷1、邑久1 JFE旭ヶ丘1 |
| 2006 | 中国 | 15,858        | 6,831    | JFE西日本    | 岡山陸       |              |            |              | 2,265        | 7            | 3  | 美作1、福田陸上1 邑久1、神崎山1 |        |                         |                                          |
| 2007 | 中国 | 22,157        | 9,262    | 佐川急便中国 | 岡山陸       |              |            |              | 3,165        | 7            | 4  | 岡山補1、美作1 笠岡1            |        |                         |                                          |
| 2008 | JFL  | 62,297        | 11,503   | 栃木         | 岡山陸       | 1,457        | 横河武蔵野 | 美作         | 3,664        | 17           | 14 | 津山2、美作1                    |        |                         |                                          |
| 2009 | J2   | 154,039       | 13,228   | 横浜FC       | 岡山陸       | 615          | 栃木       | とりスタ     | 6,162        | 25           | 23 | 津山1、とりスタ1                |        |                         |                                          |
| 2010 | J2   | 128,900       | 11,290   | 札幌         | カンスタ     | 4,025        | 岐阜       | 津山         | 7,161        | 18           | 17 | 津山1                           |        |                         |                                          |
| 2011 | J2   | 137,911       | 10,490   | 東京V        | カンスタ     | 4,111        | 鳥栖       | 津山         | 7,258        | 19           | 18 | 津山1                           |        |                         |                                          |
| 2012 | J2   | 167,691       | 12,618   | 横浜FC       | カンスタ     | 3,946        | 福岡       | 津山         | 7,985        | 21           | 20 | 津山1                           |        |                         |                                          |
| 2013 | J2   | 180,056       | 18,269   | G大阪        | カンスタ     | 6,234        | 京都       | カンスタ     | 8,574        | 21           | 21 | -                               |        |                         |                                          |
| 2014 | J2   | 170,697       | 12,359   | 讃岐         | カンスタ     | 6,117        | 北九州     | カンスタ     | 8,128        | 21           | 21 | -                               |        |                         |                                          |
| 2015 | J2   | 176,652       | 15,820   | C大阪        | Cスタ        | 4,346        | 水戸       | 津山         | 8,412        | 21           | 20 | 津山1                           |        |                         |                                          |
| 2016 | J2   | 210,364       | 15,204   | 群馬         | Cスタ        | 7,050        | 北九州     | Cスタ        | 10,017       | 21           | 21 | -                               |        |                         |                                          |
| 2017 | J2   | 198,883       | 12,286   | 名古屋       | Cスタ        | 6,275        | 金沢       | Cスタ        | 9,471        | 21           | 21 | -                               |        |                         |                                          |
| 2018 | J2   | 180,586       | 13,851   | 京都         | Cスタ        | 5,034        | 徳島       | Cスタ        | 8,599        | 21           | 21 | -                               |        |                         |                                          |
| 2019 | J2   | 198,322       | 17,288   | 横浜FC       | Cスタ        | 5,298        | 金沢       | Cスタ        | 9,443        | 21           | 21 | -                               |        |                         |                                          |
| 2020 | J2   | 64,516        | 12,434   | 金沢         | Cスタ        | 0            | 山口       | Cスタ        | 3,072        | 21           | 20 | ピカスタ1                       |        |                         |                                          |
| 2021 | J2   | 87,216        | 6,813    | 千葉         | Cスタ        | 0            | 長崎       | Cスタ        | 4,153        | 21           | 21 | -                               |        |                         |                                          |
| 2022 | J2   | 148,360       | 12,570   | 秋田         | Cスタ        | 4,253        | 盛岡       | Cスタ        | 7,065        | 21           | 21 | -                               |        |                         |                                          |
| 2023 | J2   | 178,393       | 15,695   | 清水         | Cスタ        | 4,254        | 藤枝       | Cスタ        | 8,495        | 21           | 21 | -                               |        |                         |                                          |
| 2024 | J2   | 174,572       | 15,269   | 仙台         | Cスタ        | 5,480        | 鹿児島     | Cスタ        | 9,188        | 19           | 19 | -                               |        |                         |                                          |

- 「夢パス」
  - 2008年からは岡山県内在住の小学生を対象に、ホームゲーム全試合のA自由席を無料で観戦できる[253]「夢パス」を発行している。「夢パス」は地元企業（2013年度は岡山ガス、服部興業、みのるグループ、おかやま信用金庫、能開センター、ナカシマプロペラ、ニッカリの各社[253]）が小学生の入場料を負担した制度である[253]。
- 岡山県は公式戦におけるホームスタジアムの使用料減免措置を行っている[254]
- 2012年6月24日の甲府戦でJリーグ加盟からのホームゲーム入場者数が50万人に到達した[255]。
- 2009年J2第44節の栃木SC戦（10月7日、会場：とりぎんバードスタジアム）は、岡山県外かつ水曜日開催で、さらに台風が接近していたため、615人と当時のJリーグでの最少入場者数となった[256]。
- 2020年J2第2節のレノファ山口FC戦（6月27日）と2021年J2第15節V・ファーレン長崎戦（5月23日）（いずれもシティライトスタジアム）は新型コロナウイルス感染予防対策のため、無観客での試合開催（リモートマッチ）となった[257][258]。

### 入場者数の多かったホームゲーム
※試合会場は全て岡山県総合グラウンド陸上競技場(シティライトスタジアム)
| 順位 | 日時           | 所属 | 対戦相手             | 観客数 | 備考                              |
| 1    | 2013年8月4日   | J2   | ガンバ大阪           | 18,269 |                                   |
| 2    | 2019年11月16日 | J2   | 横浜FC               | 17,288 | 2019年シーズン ホームゲーム最終戦 |
| 3    | 2015年3月21日  | J2   | セレッソ大阪         | 15,820 |                                   |
| 4    | 2019年7月7日   | J2   | 鹿児島ユナイテッドFC | 15,731 | 西日本豪雨チャリティーマッチ      |
| 5    | 2023年2月26日  | J2   | 清水エスパルス       | 15,695 | 2023年シーズン ホームゲーム開幕戦 |
| 6    | 2025年7月5日   | J1   | サンフレッチェ広島   | 15,451 | 中国ダービー                      |
| 7    | 2025年8月17日  | J1   | 柏レイソル           | 15,421 |                                   |
| 8    | 2025年4月20日  | J1   | 鹿島アントラーズ     | 15,325 |                                   |
| 9    | 2024年7月6日   | J2   | ベガルタ仙台         | 15,269 |                                   |
| 10   | 2016年11月20日 | J2   | ザスパクサツ群馬     | 15,204 | 2016年シーズン 最終戦             |

### 新スタジアム構想
ファジアーノ岡山は結成当初からJFE晴れの国スタジアムをホームスタジアムとして使用しているが、収容人員が辛うじてJ1昇格時の下限である15000人をわずかに上回る16500人で、ゴール裏の芝生席も狭いこと、スタンドの屋根の敷設も基準より足りないことから、Jリーグから改善が望ましいとされる要望が出ている。これを受けてクラブとサポーター側は岡山県に新スタジアムの建設を求めていて、2025年6月から9月末まで新スタジアム建設に向けた署名活動を行いその後集まった署名と要望書を同県に提出する予定。なお岡山県知事の伊原木隆太は新スタジアムの建設について「県民の機運の高まり」との見解を示していて、岡山市長の大森雅夫も新スタジアム建設に前向きな姿勢を示している。

## 練習場
クラブ発足から下記の場所で練習を行っていたが、利用する天然芝のグラウンドによっては、使用過多で芝が荒れたり生育不足などによって使用できず、人工芝で練習することもあった。Jリーグ黎明期さながらの練習風景が、岡山では常態化していた。
岡山県サッカー協会やサポーター有志は、練習場の整備を求めて約28万人分の署名を集め、それを受けて、2011年6月に岡山市議会が岡東浄化センター（下水処理場）の未利用地にサッカーグラウンドを整備する補正予算を可決。それを受けて工事が着工された。
2013年3月、政田サッカー場が完成。2013年4月1日から練習場としての使用が開始され、同時にクラブ事務所も創設以来使用していた岡山市北区厚生町の岡山商工会議所ビルから、政田サッカー場内へ移転した。「特定の練習場を持たない唯一のJクラブ」という汚名をめでたく返上した。
- RFK時代～2007年4月
  - JFEグラウンド
  - 福田公園
  - 玉島の森陸上競技場

いずれも倉敷市
- 2007年5月～2013年3月
  - 灘崎町総合公園多目的広場サッカー場 (岡山市南区片岡159-1)
  - 神崎山公園競技場 (岡山市東区神崎町744)
  - 財田スポーツ広場 (岡山市中区長岡4番地101)

### スタジアムDJ
- ダイナマイト・イシムラ

## ユニフォーム

### チームカラー
- ワインレッド[1]

### ユニフォームスポンサー
| 掲出箇所   | スポンサー名     | 表記              | 掲出年   | 備考                                               |
| 胸         | グロップ         | GROP              | 2012年 - |                                                    |
| 鎖骨       | ヘルシーホーム   | ヘルシーホーム    | 2024年 - | 左側に表記                                         |
| 鎖骨       | セリオ           | SERIO             | 2024年 - | 右側に表記                                         |
| 背中上部   | アン・ドゥー     | un.deux           | 2011年 - |                                                    |
| 背中下部   | オカネツ工業     | オカネツ          | 2022年 - |                                                    |
| 袖         | おかやま信用金庫 | お か や ま 信 金 | 2013年 - | 2013年は縦書きで 「おかやま」「信用金庫」の2段表記 |
| パンツ前面 | 山陽新聞社       | 山陽新聞          | 2011年 - | 2008年は袖 2009年 - 2010年は背中上部               |
| パンツ背面 | 備商             | 備商              | 2022年 - |                                                    |

### 練習着スポンサー
2024シーズン現在
- 胸 - カーツ、岡山ガス、備商、両備システムズ、倉敷紡績、ニチエコ、宗家 源吉兆庵、岡山村田製作所
- 鎖骨 - シンニチロ、KIG
- 背面 - みのるグループ
- パンツ - オーエムグループ
- 袖 - 日建

### ユニフォームサプライヤーの遍歴
- 2004年：河合産業
- 2005年 - 2009年：尾崎商事（現：菅公学生服）
- 2010年[267] - 現在：ペナルティ

### 歴代ユニフォーム
| FP 1st      | FP 1st | FP 1st | FP 1st | FP 1st |
| ----------- | ------ | ------ | ------ | ------ |
| 2008 - 2009 | 2010   | 2011   | 2012   | 2013   |
| 2014        | 2015   | 2016   | 2017   | 2018   |
| 2019        | 2020   | 2021   | 2022   | 2023   |
| 2024        | 2025 - |        |        |        |
|             |        |        |        |        |

| FP 2nd      | FP 2nd | FP 2nd | FP 2nd | FP 2nd |
| ----------- | ------ | ------ | ------ | ------ |
| 2008 - 2009 | 2010   | 2011   | 2012   | 2013   |
| 2014        | 2015   | 2016   | 2017   | 2018   |
| 2019        | 2020   | 2021   | 2022   | 2023   |
| 2024        | 2025 - |        |        |        |
|             |        |        |        |        |

### 歴代ユニフォームスポンサー表記
| 年度 | 箇所           | 箇所           | 箇所   | 箇所                   | 箇所     | 箇所                        | 箇所         | 箇所       | サプライヤー |
| 年度 | 胸             | 鎖骨左         | 鎖骨右 | 背中上部               | 背中下部 | 袖                          | パンツ前面   | パンツ背面 | サプライヤー |
| 2004 | 宗家 源 吉兆庵 | 解禁前         | 解禁前 | -                      | 解禁前   | 源宗吉家兆庵                | -            | 解禁前     | 河合産業     |
| 2005 | 宗家 源 吉兆庵 | 解禁前         | 解禁前 | TikiTikiインターネット | 解禁前   | 源宗吉家兆庵                | OH!くん      | 解禁前     | Ozaki        |
| 2006 | 宗家 源 吉兆庵 | 解禁前         | 解禁前 | TikiTikiインターネット | 解禁前   | 源宗吉家兆庵                | おもちゃ王国 | 解禁前     | Ozaki        |
| 2007 | 宗家 源 吉兆庵 | 解禁前         | 解禁前 | 福嶋リハ学院           | 解禁前   | 賃貸・売買ピタットハウス    | オーエム     | 解禁前     | Ozaki        |
| 2008 | 宗家 源 吉兆庵 | 解禁前         | 解禁前 | オーエム               | 解禁前   | 山陽新聞                    | S×Lカバヤ    | 解禁前     | Ozaki        |
| 2009 | 岡山ガス       | 解禁前         | 解禁前 | 山陽新聞               | 解禁前   | オーエム                    | S×Lカバヤ    | 解禁前     | Ozaki        |
| 2010 | 岡山ガス       | 解禁前         | 解禁前 | 山陽新聞               | 解禁前   | -                           | オーエム     | 解禁前     | PENALTY      |
| 2011 | 岡山ガス       | 解禁前         | 解禁前 | un.deux                | 解禁前   | JA共済                      | 山陽新聞     | 解禁前     | PENALTY      |
| 2012 | GROP           | 解禁前         | 解禁前 | un.deux                | 解禁前   | みんなの願い 交通安全JA共済 | 山陽新聞     | 解禁前     | PENALTY      |
| 2013 | GROP           | 解禁前         | 解禁前 | un.deux                | 解禁前   | おかやま信用金庫            | 山陽新聞     | 解禁前     | PENALTY      |
| 2014 | GROP           | 解禁前         | 解禁前 | un.deux                | 解禁前   | おかやま信金                | 山陽新聞     | 解禁前     | PENALTY      |
| 2015 | GROP           | 解禁前         | 解禁前 | un.deux                | 解禁前   | おかやま信金                | 山陽新聞     | 解禁前     | PENALTY      |
| 2016 | GROP           | 解禁前         | 解禁前 | un.deux                | -        | おかやま信金                | 山陽新聞     | 解禁前     | PENALTY      |
| 2017 | GROP           | 解禁前         | 解禁前 | un.deux                | ハローズ | おかやま信金                | 山陽新聞     | 解禁前     | PENALTY      |
| 2018 | GROP           | -              | -      | un.deux                | ハローズ | おかやま信金                | 山陽新聞     | 解禁前     | PENALTY      |
| 2019 | GROP           | -              | -      | un.deux                | ハローズ | おかやま信金                | 山陽新聞     | 解禁前     | PENALTY      |
| 2020 | GROP           | -              | -      | un.deux                | ハローズ | おかやま信金                | 山陽新聞     | -          | PENALTY      |
| 2021 | GROP           | -              | -      | un.deux                | 旭HD     | おかやま信金                | 山陽新聞     | -          | PENALTY      |
| 2022 | GROP           | -              | -      | un.deux                | オカネツ | おかやま信金                | 山陽新聞     | 備商       | PENALTY      |
| 2023 | GROP           | -              | -      | un.deux                | オカネツ | おかやま信金                | 山陽新聞     | 備商       | PENALTY      |
| 2024 | GROP           | ヘルシーホーム | SERIO  | un.deux                | オカネツ | おかやま信金                | 山陽新聞     | 備商       | PENALTY      |
| 2025 | GROP           | ヘルシーホーム | SERIO  | un.deux                | オカネツ | おかやま信金                | 山陽新聞     | 備商       | PENALTY      |

## 育成組織

### アカデミー
ファジアーノ岡山 U-18
2010年3月に県内5箇所で次期中学校3年生を対象にセレクション、2011年度から発足。
ファジアーノ岡山 U-15
2008年4月、ジュニアユース（中学年代）発足、同年にJリーグ U-13サザンクロスに加入。2009年12月より岡山県ジュニアユース年代（U-15）による「晴れの国リーグ」が創設されると同時に参加。2010年度より「ファジアーノ岡山ジュニアユース」から現名称に変更された。
ファジアーノ岡山 U-12
2015年に小学4年生のみで活動開始。2017年に小学4年生～6年生が揃って活動。

### スクール
ファジアーノ岡山アカデミー（U-12）サッカースクール
年度毎に行われる小学校6年生対象のスクール
ファジアーノ岡山サッカースクール
2007年、岡山市（現・北区）駅前町にある商業施設ドレミの街（現・ICOTNICOT）屋上のフットサルコート等を使った幼稚園児と小学生対象のサッカースクールとして開校。ドレミ校はドレミの街のリニューアル及び名称変更に伴いイコットニコット校に名称を変更している。2010年春に浅口、玉野、当新田（岡山市南区）、2012年に倉敷が開校している。

## キャンプ
通常の春季キャンプは、宮崎市生目の杜運動公園で行う。
ファジアーノは2011年から2016年の春季キャンプ前に「ウィンターキャンプ」を行っていた。毎年、サッカーとは関係ないユニークな合宿（むしろ研修に近い）であった。
- 2011年・2012年 蒜山雪山登山キャンプ[269]
- 2013年・2014年 小豆島八十八箇所巡礼キャンプ[270]
- 2015年・2016年 瀬戸内海無人島キャンプ[271]

## エピソード

### アクチュアルプレーイングタイムの増加を目指す取り組み
サッカーにおいては、プレーヤーが怪我などで倒れプレーが続行できなくなったとき、選手の判断でボールを蹴りだしゲームを中断することがある。これに対し、岡山は選手の怪我の程度の判断を主審に任せ、こういったゲームを中断するようなプレーをしないことを宣言していた。これは2009シーズンのアクチュアルプレーイングタイムがJ2最小であった2試合に岡山の試合が含まれていたことによる措置であり、アクチュアルプレーイングタイムを増やすためである。この宣言は2014シーズンまで実施され、様々な機会を通じて対戦チームに理解してもらう努力をすることも合わせて発表していた。

### 特命PR部女子マネジャー
- 2013年から2015年まで桃瀬美咲が特命PR部女子マネジャーを務めた[274]。

### 応援歌
公式イメージソング「夢」
2009年シーズン中にタウン情報岡山を通じて募集され、ghostnoteが応募した「夢」が採用された。試合開催時にスタジアムで流されるほか、地元放送局のファジアーノ関連番組で使用されている。携帯向けに配信されているほか、ghostnoteのシングル「ボクキミビリーバー」にも収録されている。

### ラッピング列車
2016年10月19日から2017年9月まで、JR西日本岡山電車区の117系電車1編成が「ファジアーノ岡山ラッピングトレイン」として運行された。また、2018年10月30日からは、115系電車1編成が「『ファジ丸』×『くまなく・たびにゃん』ラッピングトレイン」として運行している（2022年1月頃までの予定）。

### J2安定在籍
ファジアーノ岡山は､2009年にJ2へ加入して以来1度も昇降格を経験してなかった｡J2に在籍経験があるクラブで昇降格を1度も経験していないのはファジアーノ岡山と水戸ホーリーホックの2つのみであった｡しかし、2024年12月7日に行われたJ1昇格プレーオフ決勝でベガルタ仙台に勝利しJ1昇格を決めたため、上記のようなクラブは水戸ホーリーホックだけになった。

## メディア

### テレビ
- NHK岡山放送局
  - （月曜 - 金曜）18:09 - 19:00 『もぎたて!』 - 『もぎファジ』
  - 総合テレビで一部試合を岡山県向けで放送し、アウェーゲームも対戦カードによってはアウェー側地元局との相互ネットまたは独自制作のどちらかで放送する。またJ1に昇格した2025年からは一部試合をNHK BSでも放送する。
- RSKテレビ
  - （土曜〈金曜深夜〉）0:15 - 1:00 『ユタンポ』 - 『藍のファジタジスタチャレンジ1』
  - （土曜）7:00 - 7:30 『KICK OFF! OKAYAMA・KAGAWA』
- 岡山放送
  - （月曜 - 金曜）18:09 - 19:00 『OHK Live News』 - 『全力ファジLive!』
- テレビせとうち
  - 『VIVA!!ファジ』（ななスパBIZ内）- X
- oniビジョン
  - 倉敷ケーブルテレビ
  - 笠岡放送
  - 矢掛放送
  - 日生有線テレビ
  - テレビ津山
    - 「ファジアーノ通信」(oniビジョン制作) (放送時間は放送局によって色々のため番組表を参照)
    - 各ケーブルテレビの加入者だけが見られる（テレビ津山での視聴はoniビジョンチャンネル経由で視聴可能。倉敷ケーブルテレビは自主放送チャンネルとoniビジョンチャンネルの両方で視聴可能。その他のケーブルテレビは自主放送チャンネルで視聴可能。）。

### ラジオ
- RSKラジオ
  - 「ファジアーノ岡山実況生中継 ラジオを聴いて応援しよう」
- エフエムくらしき
  - （金曜）17:48 「週間くらしきハッピーレディオ さきがけ☆ファジアーノ白書」
- Radio momo
  - （奇数週金曜）19:00 「Never Stop!!ファジアーノ岡山 新たなる挑戦2025」
  - （金曜）08:04頃「モモ☆ファジ」

## 雑誌
- 「月刊タウン情報おかやま」 - ファジ☆カジOKAYAMA (2009年6月号から毎月一人の選手を特集)